# My Crazy Beautiful Life
My Crazy Beautiful Life (дословно — «Моя безумная красивая жизнь») — иллюстрированная автобиография поп-певицы Кеши и фотографа и режиссёра Стивена Гринстрита. Фотографии также предоставили Джейсон Шелдон и Лаган Себерт, которые также помогали Кеше в разработке проекта. Книга была опубликована издательством Simon & Schuster 20 ноября 2012 года, что совпало с выпуском её альбома Warrior 30 ноября 2012 года. Название книги взято из её песни «Crazy Beautiful Life» из альбома Cannibal 2010 года.

## Содержание
В биографии Кеша подробно описывает свои «мысли и рассуждения» о своей жизни; книга содержит фотографии из разных моментов её жизни, как до, так и во время карьеры певицы. Певица охарактеризовала книгу как «более полную картину того, какой на самом деле является моя жизнь». В книге также раскрываются некоторые смыслы ряда текстов её песен: Кеша пишет, что её песня «Blah Blah Blah» была «сознательным шагом говорить о мужчинах так, как они говорили о женщинах».

## Критика
Критики восприняли книгу неоднозначно: журнал Vice заявил, что книга была «довольно скучной» по сравнению с её песнями. Рецензент The Atlantic прокомментировал, что «некоторые откровенные самородки из пугающе блестящей новой автобиографии Кеши… предполагают, что в некотором смысле она может быть именно тем, что имели в виду некоторые из самых известных мыслителей-феминисток XX века». Газета Daily Targum похвалила книгу, назвав её «короткой и сладкой».